# Olindias singularis
Olindias singularis is een hydroïdpoliep uit de familie Olindiasidae. De poliep komt uit het geslacht Olindias. Olindias singularis werd in 1905 voor het eerst wetenschappelijk beschreven door Browne. 